# Doge

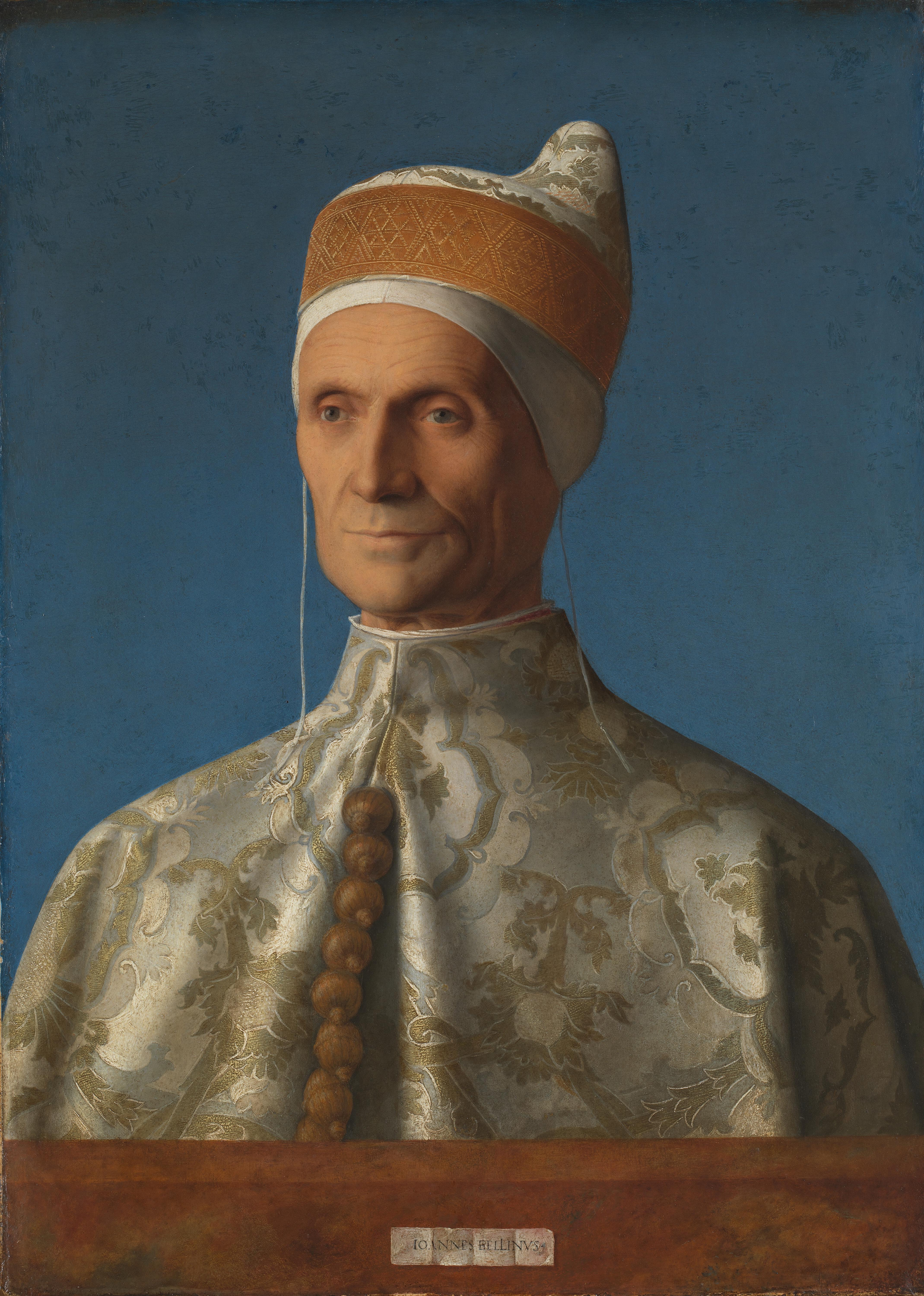
Giovanni Bellini: Der Doge Leonardo Loredan, den Corno tragend, um 1501

Doge [ˈdoːʒə], von venezianisch Doxe [ˈdoːze], war der Titel gewählter Oberhäupter in einer Reihe von italienischen Republiken des Mittelalters und der frühen Neuzeit. Der Titel der Ehefrau eines Dogen ist Dogaressa. Das Amt, die Amtszeit oder die Würde eines Dogen wird Dogat genannt.

## Wortbedeutung
Das Wort „Doge“ ist ein italienisches Dialektwort. Es geht auf lateinisch dux zurück, einen Begriff der römischen Verwaltung: Ab dem 4. Jahrhundert war bei den Römern dux die Bezeichnung für den obersten militärischen Befehlshaber einer Grenzprovinz, während ihnen in der Spätantike in den zum Byzantinischen Reich gehörenden Gebieten gewöhnlich ein Magister militum (Heermeister) übergeordnet war. Im modernen Standard-Italienisch wird zwischen doge und duce unterschieden. Viele europäische Sprachen, z. B. das Englische, Französische, Spanische übernahmen das Wort doge zur Bezeichnung dieser spezifisch italienischen Herrschaftsform, während im Deutschen doge oft missverständlich mit Herzog übersetzt wird.

## Venedig, Genua, Pisa, Senarica

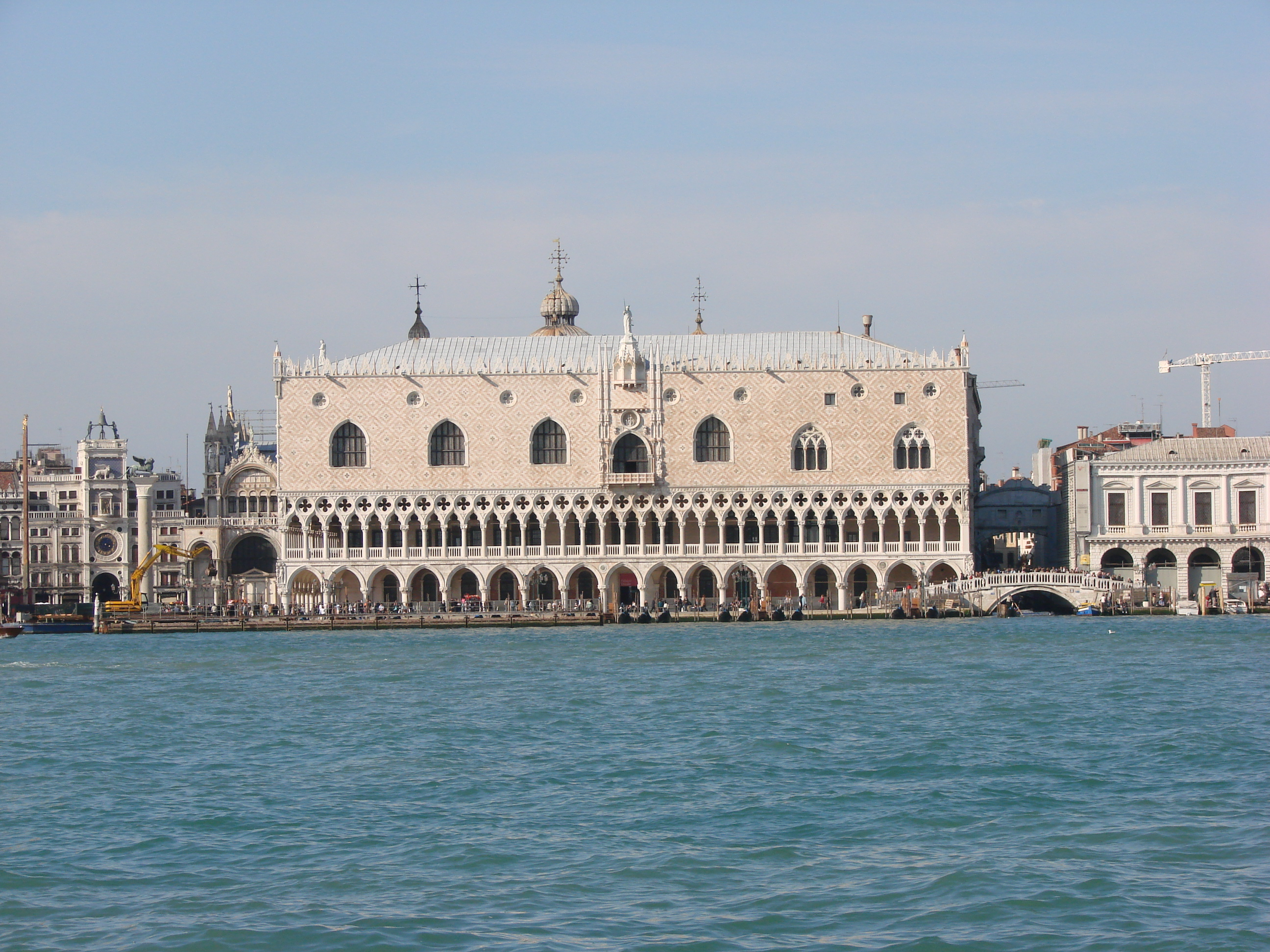
Der Dogenpalast: Sitz des Dogen und des Rates der Republik Venedig

Die mächtigsten Dogen (venezianisch Doxe, Dose) hatte die Republik Venedig (siehe: Doge von Venedig). Zwar waren deren Befugnisse durch die Verfassung der Republik Venedig sehr stark eingeschränkt, jedoch wurden sie immerhin auf Lebenszeit gewählt. War der Doge in der Frühzeit der Republik noch ein unbeschränkter Herrscher gewesen, so setzte seine Entmachtung schon Anfang des 11. Jahrhunderts ein, Ende des 13. Jahrhunderts war er nur noch ein streng beaufsichtigter Repräsentant des Staates. In der Republik Venedig wählten außerdem die Bewohner von Murano einen eigenen Dogen und auch der Vorsteher der venezianischen Gemeinde von San Nicolò führte den Titel Dose dei Nicoloti.

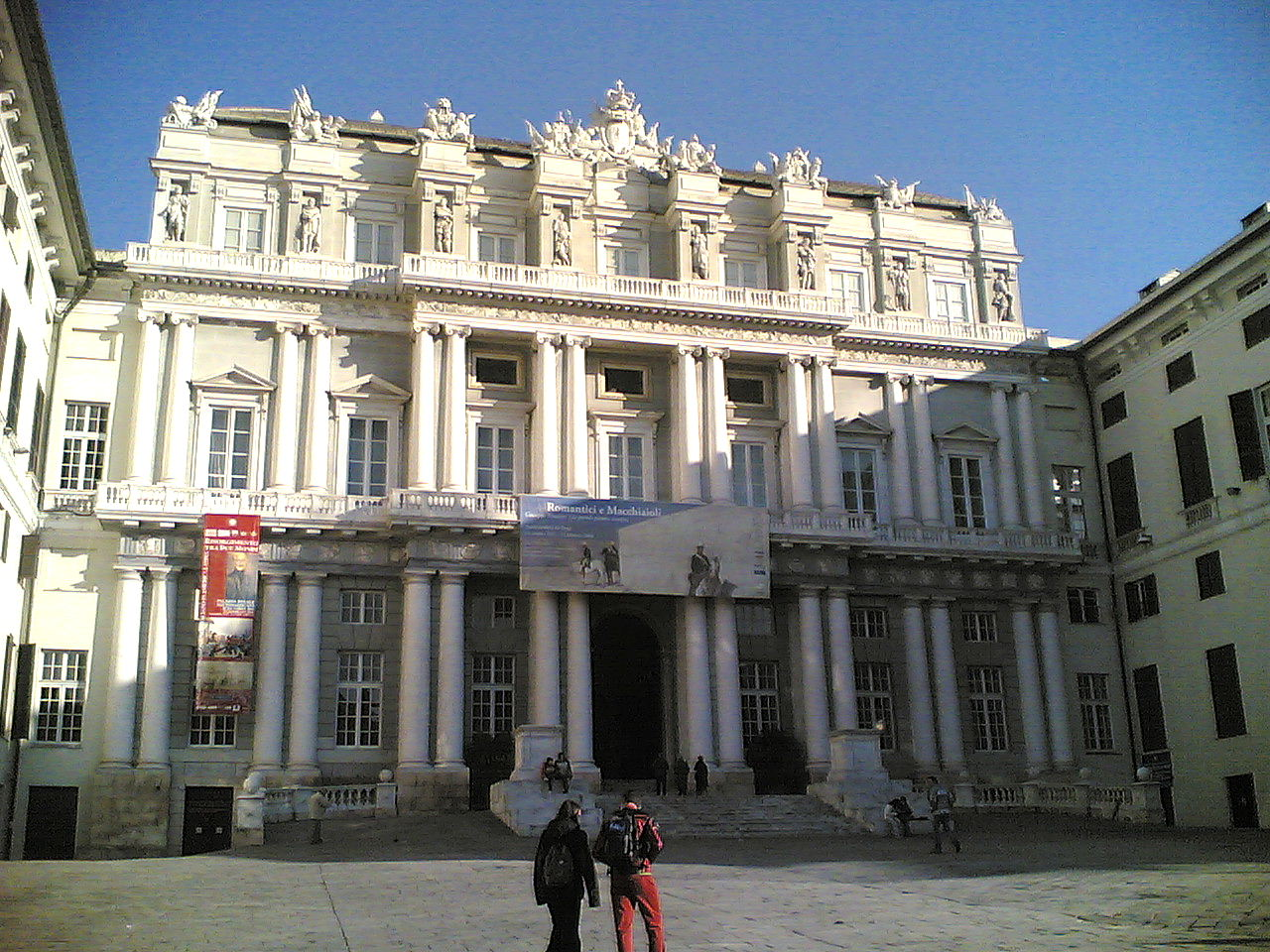
Palazzo Ducale (Genua)

Venedigs Hauptrivale, die Republik Genua, hatte an der Staatsspitze zunächst eine Doppelherrschaft, dann – wie die meisten anderen oberitalienischen Städte – einen auf Zeit gewählten Podestà, dann ab 1099 einen Capitano del popolo, ab 1339 (erstmals mit Simone Boccanegra) einen auf Lebenszeit gewählten Dogen und schließlich, von 1528 bis zur napoleonischen Besetzung 1797, auf Zeit (jeweils nur für zwei Jahre) gewählte Dogen.
Die Territorien dieser Handelsrepubliken waren eher klein, doch ihre Handelsimperien erstreckten sich weit nach Europa, Afrika und Asien.
Auch die bis 1406 existierende Republik Pisa kannte gegen Ende ihrer Zeit einen Dogen als Staatsoberhaupt wie Giovanni dell’Agnello, von 1364 bis 1368 Doge von Pisa und des von ihm abhängigen Lucca.
Senarica, eine weitere, im Vergleich zu Venedig und Genua unbedeutende Republik in Abruzzo an der italienischen Adria wählte ebenfalls (wahrscheinlich jährlich) ihren Dogen, von 1343 bis zur Annexion durch das neapolitanische Königreich Sizilien 1797.

## Gebräuche der Dogen von Venedig
Die Dogenmütze war das charakteristische Kleidungsstück des Dogen von Venedig, die er auch in seinem Wappenschild anstatt einer Krone führte. Der Umhang in Form einer Mozzetta war aus Brokatstoff, häufig auch als Herrschaftssymbol aus Hermelinpelz, der Untermantel öfter mit üppigem Luchsfell verbrämt.
Die Gräber der meisten Dogen von Venedig befinden sich in der Kirche San Zanipolo.